# DISCOVER WEST
DISCOVER WEST（ディスカバー・ウエスト）とは、西日本旅客鉄道（JR西日本）が瀬戸内観光の促進を目的として、2003年（平成15年）から始めたキャンペーンである。

## 概要
2003年10月1日、東海道・山陽新幹線が開業以来最大規模となるダイヤ改正を実施したことをきっかけとして、首都圏から西日本エリア（特に中国地方）への観光客誘致を図るために実施された。
キャンペーン名の「ディスカバー・ウエスト」は、日本国有鉄道（国鉄）時代に行われたDISCOVER JAPANキャンペーンをリメイクしたものである。メインコピーは「それは、西にある。」。
当初、イメージキャラクターは竹内結子を起用し、キャッチフレーズは「あしたのわたしに、会いに行く」であった。イメージソングには1978年（昭和53年）11月3日に国鉄が実施した「いい日旅立ち」キャンペーンで使用された、谷村新司作詞・作曲の「いい日旅立ち」（歌：山口百恵）をリメイクした「いい日旅立ち・西へ」（歌：鬼束ちひろ）を採用してテレビコマーシャルを放送するなど、大々的に宣伝した。
これにより、JR西日本所有の新幹線車両の車内チャイムも同曲のオルゴール調のものに変更され（同時に、東海旅客鉄道（JR東海）所有の新幹線車両の車内チャイムはTOKIOの「AMBITIOUS JAPAN!」に変更）、一部の路線の駅では「いい日旅立ち・西へ」が常時再生されている。
また、キャンペーンの実施をきっかけとして、JR西日本グループの日本旅行並びにJTB、近畿日本ツーリストの4社で「観光開発プロジェクト」を発足するなど力を入れている。
2006年5月7日の関西テレビの旅番組『旅っきり!〜ふれあい紀行〜』内のテレビコマーシャル以降、楽曲が谷村新司の「風の暦」に変更された。これは、鬼束ちひろがEMIミュージック・ジャパンとの契約を解消したことによる。
2008年からは仲間由紀恵を二代目イメージキャラクターとして起用し、その後仲間の結婚・産休を控え2017年より中条あやみが三代目イメージキャラクターとして起用された。なお、2019年現在は中条・仲間を併用してCMが制作されているが、二人同時の出演は行っていない（例えば、出雲大社・稲佐の浜・しまなみ海道を中条、直島・宇野駅周辺、倉敷を仲間というように、行き先はお互いに別々となっている。）。
2012年2月から一時、「風の暦」に加えて谷村の長女である谷村詩織（シンガーネームはタニムラシオリ）との親子デュエットによる「いい日旅立ち・西へ」が、CMの楽曲に使われた。
現在、このキャンペーンエリアとなる中国地方では、JR西日本の他のCM（ダイヤ改正告知や三都物語、あしたセレンディピティ、おとなび、J-WESTカード、エクスプレス予約、（新）e5489、のぞみ早特往復きっぷ、山陽・九州新幹線、リメンバー九州など中国地方発となる企画・商品）を中心に放送しているため、DISCOVER WESTは関西圏（JR西日本の番組提供枠やスポットCM）や、首都圏・中京圏などJR東日本・JR東海エリアでの放送が多い。
本キャンペーンに関連しJR東海は「のぞみで西へ」キャンペーンを実施していた時期もあったが、DISCOVER WESTキャンペーンほど大々的ではなく、あまり浸透しなかった。当時のジェイアール東海ツアーズの旅行商品パンフレットには、「DISCOVER WEST」と「のぞみで西へ」のロゴが併記されたものもあった。

## イメージキャラクター
- 竹内結子 2003年 - 2007年
- 仲間由紀恵 2008年 -
- 中条あやみ 2017年 -